# 民族成份恢復
民族成份恢復主要是指1978年至1991年，中國大陸針對因文革而終止的第一輪民族識別，進行的新一輪民族識別工作。但因此時政府出臺了大量少數民族優惠政策，因此導致這次的民族成份恢復中出現了相當多的抱著其他目的更改民族成份的人，遺留下來大量問題，引起了廣泛的爭議。

## 開展背景
1950年代以來，中國開展了大規模的民族識別運動，但因文革而中斷，而且在第一次民族識別後遺留下諸多問題，如：誤識別爲其他民族成份，政府擅自將少數族群劃入當地多數的少數民族等。在此種背景下，開展了第二次民族識別工作。
同時，80年代中國出臺了《民族區域自治法》等一系列優惠少數民族的政策法規，在客觀上對更改為少數民族成份起到了推波助瀾的作用。

## 民族成份更改情況
自20世紀80年代以來，全國提出要求“恢復”民族成份的有數百萬人，主要是居住在遼寧省和河北省承德地區的滿族；湖北、貴州、四川、湖南等地的土家族；湖南、貴州兩省居住在過去已認定的民族自治地區以外的苗族、侗族；貴州東北部的仡佬族；四川北川的羌族等。
以下是一些具體例子：
- 河北围场成分更改

河北省围场县在1985年至1986年进行民族成分恢复，与1982年时满族17260人、蒙古族3089人相比，1985年该县的满族人增至143277人，蒙古族增至37042人，到1990年成为自治县时，满族有243823人、蒙古族有57117人。其中甚至有家族因供奉郑成功像等习俗，成功更改民族成分为高山族。
- 北川羌族成份更改

北川在1982年人口普查到1989年7年間，爲42878人更改爲羌族成份，順利於1988年成爲全國唯一的羌族自治縣。
- 貴州“鐵改余”蒙古族成份更改

1985年7月以後，貴州大方縣依照族譜將自認爲是蒙古族的余姓群眾更改民族爲蒙古族。據此，石阡縣、思南縣、黔西縣等地的余姓群眾也獲得蒙古族身份。
- 沿河土家族成份更改

沿河縣在1982年全國人口普查時，全縣僅有62人爲土家族，皆爲現代從外地移住。最新的人口調查數據顯示，該縣土家族已經將近40萬。

## 民族成份恢復的依據
中國在20世紀50年代後開展的第一輪民族識別時基本踐行斯大林所說的現代民族的四個基本特徵——共同地域、共同語言、共同經濟生活和共同心理素質。而在80年代後開展的民族成份恢復時，由於上報要求更改成份的人群的民族特點很少，因此並沒有嚴格考量這四個標準，而出臺了一些新的規定。在這次民族成份恢復時認定民族的標準茲列如下：
- 查閱家譜

如1985年7月以後依照族譜而被認定爲是蒙古族的余姓群眾。
- 看血緣

只要能證明1949年前三代以內直系親屬有少數民族身份者皆可恢復。如20世纪80年代在認定四川省東南部地区（現重慶市東南一带）、貴州省東北地区的土家族時即廣泛運用了這一條標準。
- 看自報是否被公認

在恢復民族成份時在其所處地區進行公示，如無異議則可通過。

## 民族成份更改中存在的問題
雖然這次民族識別工作解決了很多之前遺留的問題，比如確認了雲南基諾山等地的基諾族爲獨立民族。但由於與第一次民族識別只是單純地給自己族群正名不同，第二次民族成份更改是帶著有優惠政策的吸引的，因此其後也遺留下了許多問題，比如2009年重慶文科高考狀元何川洋的民族造假事件。實際上何川洋並非個案，不過以往的民族成份恢復運動已經造成大量的既定事實，難以追究。

### 認定草率
上面所列的幾點民族成份恢復的依據在施行過程中，也常常有互相矛盾之處。如第一條查閱家譜，在其對恢復民族成份有幫助時便會承認真實性，而如果不支持更改少數民族身份時，家譜便會被斥爲偽造，而轉用其他認定標準，比如純主觀的“民族心理素質”。

### 認定錯誤
1. 穿青人的一支里民子因為他稱中“里”與黎族他稱“黎”接近，便被劃入黎族，出現了貴州爲黎族第二大省的奇特現象。
2. 仡央語群民族木佬人因為他稱接近便被劃入毫不相干的仫佬族，而非語言、文化、族源最近的仡佬族。
3. 木雅人等語言、族源和藏族相異的族群因為文化、宗教上的共性被劃入藏族。
4. 瓦鄉人被分別劃入苗族、土家族、漢族等。